# Littorio
«Літторіо» (італ. Littorio) — військовий корабель, головний корабель у серії лінійних кораблів типу «Літторіо» Королівських ВМС Італії за часів Другої світової війни. Другий корабель у своїй серії отримав своє найменування на честь емблеми італійської фашистської партії (зв'язка фасцій, що оточувала топірці давньоримських лікторів, називалася «Літторіо»). 30 липня 1943 року після падіння режиму Беніто Муссоліні лінкор перейменували на «Італію».
«Літторіо» був закладений 28 жовтня 1934 року на верфі компанії Ansaldo у Генуї. 6 травня 1940 року увійшов до складу Королівських ВМС Італії.

## Відео
- Regia Marina — Italian Battleships Littorio Class — Tribute [Архівовано 30 червня 2014 у Wayback Machine.]
- Italian Battleships Littorio Class — Schlachtschiffe der Littorio-Klasse [Архівовано 30 червня 2014 у Wayback Machine.]